# エリザベス・キャディ・スタントン
エリザベス・キャディ・スタントン（英: Elizabeth Cady Stanton 1815年11月12日-1902年10月26日）はアメリカの参政権主義者、社会活動家、奴隷制度廃止論者であり、初期の女性の権利運動の指導的人物である。1848年にセネカフォールズ会議（ニューヨーク州セネカフォールズ）で発表したいわゆる「感情宣言」はアメリカ初の女権と女性の参政権運動の先鞭をつけたことで知られる。1890年から1892年まで、全米女性参政権協会会長を務める。

## 概要
スタントンの政治の課題は、夫のヘンリー・ブリュースター・スタントン （共和党共同創設者）、いとこのゲリット・スミスと共に積極的な奴隷制廃止論者であり、その後、政治活動をほぼ女性の権利の擁護専門にしぼりこむ。女権運動に関わる人々の一般例とは異なり、スタントンは女性の投票権に限らずさまざまな問題に取り組んだ経緯がある。懸念とした課題に女性の親権と監護権、財産権、雇用と所得の権利、離婚、家族の経済的健全性および避妊の権利を含む。また19世紀の禁酒運動を公然と支持した。
南北戦争後、スタントンとスーザン・B・アンソニーが合衆国憲法修正第14条と同第15条の通過に反対したため、女性参政権を支持する女権運動に分裂を生じた。黒人と白人の女性が同じ権利を拒否されながら、アフリカ系アメリカ人男性に法的保護と投票権を与えることに反対したためである。キリスト教主義と参政権以外の女性の抱える問題に関する考えと相まって、この問題に関する立場から個別の女性権利組織2件を結成、両者は最終的に統合される。スタントンが統合した組織の長となるのは、元の女性参政権運動から身を引いたおよそ20年後であった。
1902年に他界するまでに著書 "The Woman's Bible"（仮題：『女性の聖書』）と自伝 "Eighty Years and More"（仮題：『八十歳とその先』）に加え、女性の選挙権と女権に関する多くの記事を執筆し小冊子を作成している。

## 幼少期と家庭環境
11人きょうだいの8番目に生まれたエリザベス・キャディの生地はニューヨーク州ジョンズタウン市 Johnstown で、父はダニエル・キャディ、母はマーガレット・リビングストン・キャディである。きょうだいのうち5人は乳児もしくは幼児のうちに死去しており、ニューヨーク州スケネクタディのユニオンカレッジに進んだ6番目ですぐ上の兄エリーザーも20歳で亡くなる。スタントンを含む娘5人が成人し老年期まで生きた。スタントンは実姉妹2人から名前をもらうと、自分の娘2人にマーガレットとハリオットと名付けている。
スタントンの父ダニエル・キャディはアメリカ連邦議会議員を1期務めた弁護士として名声があり、その後、ニューヨーク最高裁判所判事 (1814年から1817年) および巡回裁判所裁判官に任命される（1847年）。キャディ裁判官は幼い頃から法律を教えた娘エリザベスと、長女の夫エドワード・ベイヤードに法および社会活動の芽を植え付けた。若く女性という身でもスタントンは父の法律の蔵書を読んでは、法律の問題を父の法律書記官と議論するのを楽しんでいたという。こうして未成年のうちに法律に触れたことが、ある意味で法律はどれほど不釣り合いに女性、わけても既婚女性よりも男性を好むか、スタントンに認識を抱かせたのである。既婚女性には事実上、自分の子どもなのに監護権を認められず、あるいは財産も収入も雇用の権利さえないという認識があり、そのことから、これらの不公平を変える道のりを設定する。
スタントンの母マーガレット・リビングストン・キャディは初期のオランダ人開拓者の血筋で、そのまた父はジェームズ・リビングストン大佐といい、アメリカ独立戦争中の大陸軍の将校である。 祖父リビングトストンはサラトガとケベックで戦った後、ニューヨークのウェストポイントでジョン・アンドレ少佐の捕縛を支援した。現場でアンドレと共犯でバルチャー号に乗って逃げたベネディクト・アーノルドは、ウェストポイントをイギリスに引き渡そうと計画していたのである。スタントンの母は当時の女性にしては異例の長身だったため存在感が圧倒的であったことから、祖父は日常的に自分の娘を「女王様」呼ばわりしていたという。スタントンの娘ハリオット・スタントン・ブラッチの記憶では祖母マーガレットは楽しくて愛情深く、いきいきとした女性だったというが、スタントン自身の思い出とは異なるようだ。マーガレット・キャディは非常に多くの子どもを喪ったため感情的に失調をきたし、うつ状態に陥った。
母のうつ病と、仕事に没頭する父は長男エリーザーを含む子ども数人との死別と闘ったことから、子育ての責任の大部分をスタントンの11歳離れた姉トリフェナとその夫のエドワード・ベイヤードが担うこととなった。エドワードはユニオンカレッジで兄エリーザーと同級で、その父はデラウェア州ウィルミントン出身のジェームズ・A・ベイヤード・シニア上院議員である。姉トリフェナと婚約した当時、後の義父となるダニエル・キャディの法律事務所の見習いを務めた義兄を介し、スタントンは法制度に存在する明示的および暗黙の性別階層について理解を深めた。
ニューヨーク州の奴隷制度は1827年7月4日まで続き、多くの男性と同様にスタントンの父も奴隷を所有した。キャディ家の元奴隷で後にジョンズタウンで解放されたピーター・テアバウトは、スタントンと妹のマーガレットの面倒を見た。スタントン自身はテアバウトが自分たちの奴隷だったことについて特に講演などでは言及しておらず、自叙伝『Eighty Years & More』（仮題：回顧録『八十歳とそれから』）にはスタントンが特に親愛の情を寄せた相手として登場させる。とりわけテアバウトと一緒にエピスコパル教会の礼拝に参列した喜びを書き留め、姉妹は前列の白人席に座るのではなく、教会の後方の席にテアバウトと一緒に座ったという。しかしながら少なくともきっかけは奴隷をひとり所有したことよりも、いとこに当たるゲリット・スミス (ニューヨーク州ピーターボロ) を訪れたときに奴隷廃止運動に触れ、若い女性の感性から奴隷制度廃止論者として筋を曲げない活動家に育ったようである。

## 教育と知的な成長
同時代の女性の多くとは異なり、スタントンは正式に学校教育を受け16歳で故郷のジョンズタウンアカデミーを卒業。在学中は数学と外国語の上級クラスに唯一の女子生徒として出席し、校内のギリシャ語弁論大会で二等賞をとるなど討論の腕を上げていく。学校は大好きで女性ゆえの障壁には遭わなかったと言う。
自伝によると、父に対しては女子教育を過小評価していると感じており、キャディ家の隣人で牧師のサイモン・ホサックが父を強く説得してスタントンの知力と学力を伸ばすように勧めたという。スタントンは1826年に自分が兄の代わりを務めたいと父あての手紙を書く。亡兄エリーザーの死を悼む父親を慰めたい一心であったのに、当時のスタントンは、父の返事にやりきれなさを感じることになる。
「ああ、娘よ、お前が男の子だったらなぁ！」
このできごとから、父は娘より息子を大切にしていると理解したスタントンは悔しがり、ホサック牧師に心の内を明かす。牧師はそれでも彼女の可能性を固く信じ、徐々に父スタントンの思い込みを解いていく。ギリシア語の勉強を教え続け、なんでも広く読書するよう励まし、本を何冊も与えた牧師が亡くなったときには、その蔵書からギリシア語辞書が遺贈された。スタントンは常に知力を認めてもらったおかげで、自信と自尊心が深まったという。
ジョンズタウンアカデミー卒業後、スタントンは人生初の性差別を味わわされる。同期生の男子生徒の多くは学業成績で自分より劣っていたのに、かつて兄エリーザーがそうだったようにユニオンカレッジに進学するのを見て落胆した。1830年、スタントンは男子校だったユニオンカレッジではなくエマ・ウィラードが献学したトロイ女子神学校 (ニューヨーク州トロイ) に進む。

## 宗教観
トロイで過ごした学生時代、スタントンは下級生のときに強い影響を受けた人物として、福音派の説教者でリバイバル運動の中心人物チャールズ・グランディソン・フィニーを回想する。子ども時代のカルヴァン主義長老派教会牧師と相まって宗教者から受けた感化が強く、やがて激しい不安を抱くようになる。フィニーの講演を聞いたスタントンは、自分が破滅する（英語）のではないかと恐れてしまう。
「最後の審判に対する恐怖に魂が囚われました。死者のイメージが悪夢に現れ、悩まされました。 精神的な苦悩から健康を損ない、とうとう精神の不安定を友人たちに悟られるほどになったのです。」
フィニーの警句にとらわれずに過ごせるようになったのも、父と義兄エドワード・ベイヤードの説得のおかげだとスタントンは信じている。また肉親はナイアガラの滝へ保養に連れ出し、理性とバランス感覚を取り戻させたという。
「宗教的な迷信が日ごとに科学的な事実に基づく論理的な思考に置き換わると、それに伴ってやがて新しい位置からすべてのものが見え始め、日々、幸せを感じられるようになりました。」
この後、キリスト教の教会組織には決して戻らず、この経験を経て論理と人道的な倫理観が思考と行動の両方の最良の指針であると常に主張した。
スタントンはキリスト教だけでなく、すべての宗教と距離をおいた。
「……地球上のすべての宗教は彼女 (女性) を貶 (おとし) めるものであり、割り当てられた立場を受け入れる限り、女性の解放は不可能なのです。」
さらに神学研究の自然ななりゆきとは宗教を拒否することにつながり、また、宗教という妄想に囚われず解き放たれるべきであると信じた。自伝には、義兄とともに宗教とは精神的な妄想であると友人に納得させようとした思い出をつづっている。
「私たち全員が体験した幻想を理論立てて説明して、そのときの精神状態、そのような高揚感すら後押しする機構が教会であること、そして信心深い心が必然的に受ける苦悩を解き明かしてくれたのです。」
最終的にどのようにして友人たちを納得させたか、さらに回想は続く。
「皆でいっしょに神学的経験のすべての段階をたどり直しました。迷信と憶測の不確実な境地から、科学と理性のゆるぎない基礎に至るまで。」

## 結婚と家庭

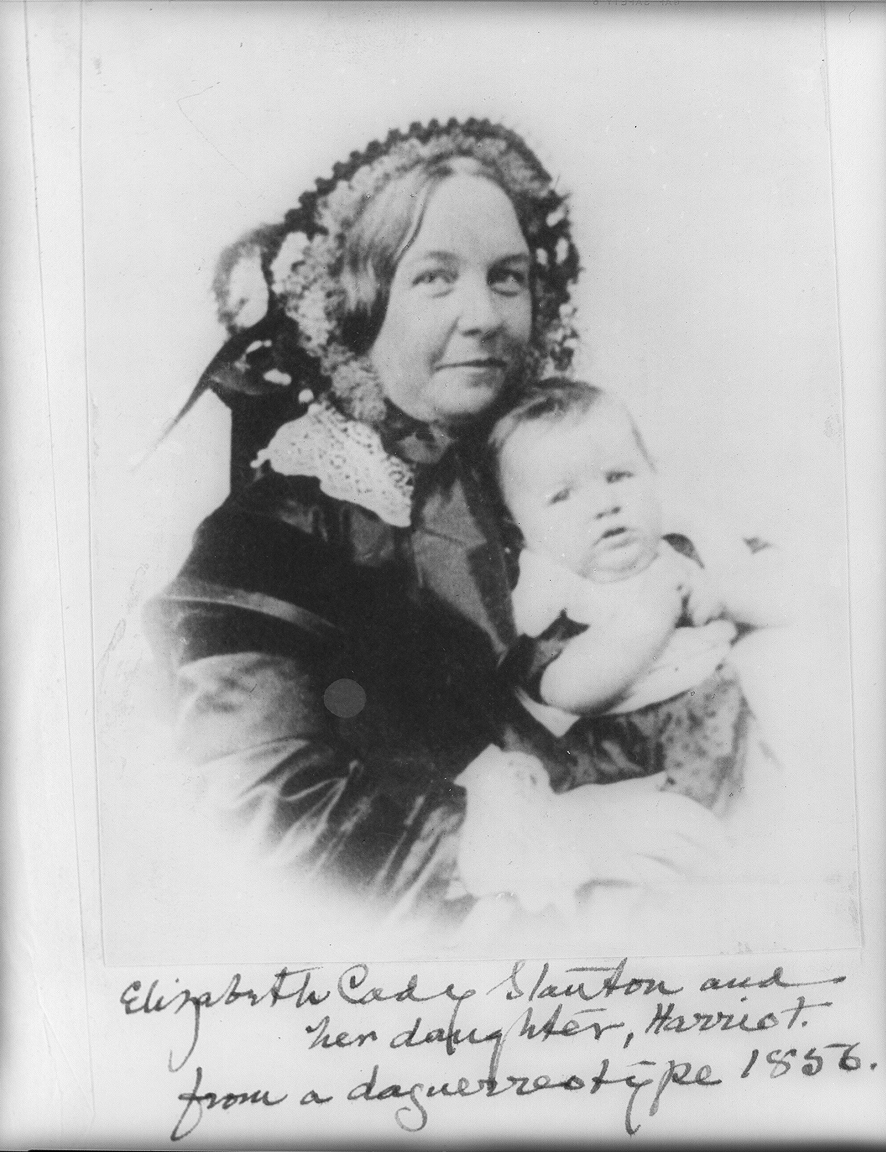
エリザベス・キャディ・スタントンと娘ハリオット

成人した若いエリザベス・キャディは禁酒運動と奴隷制度廃止運動に関与して間もなく、ヘンリー・ブリュースター・スタントンと出会う。ヘンリーはエリザベス・キャディのいとこゲリット・スミスの知人で「秘密の6人」(Secret Six) の一員、ジョン・ブラウンによるハーパーズフェリー襲撃 (ウェストバージニア州) の支持者でもある。新聞記者として奴隷制度反対の雄弁家であり、結婚後は弁護士として働く。エリザベスの父ダニエル・キャディが態度を留保したにもかかわらず、若いふたりは1840年に結婚、式で妻となるエリザベス・キャディは牧師に結婚式の誓約から「従うことを約束する」という文言を削るように求めた。後に「平等な関係に入る相手なのだから、従属は固く拒否した」と記している。夫妻は1842年から1856年の間にゲリット・スミス・スタントン、セオドア・ウェルド・スタントン (英語) を含む6人の子どもに恵まれた。第7子の末っ子ロバートの誕生した1859年にエリザベス・キャディ・スタントンは44歳で、思いがけず授かった子であった。また子どもの年齢差をみるに、ある歴史家はスタントンが避妊したに違いないと述べている。
新婚旅行でヨーロッパを訪れた夫妻はアメリカに戻った直後、新居をジョンズタウンのキャディ家に構える。夫ヘンリーは義父のもとで法律を勉強し、3年後の1843年に法律事務所への就職を機に夫妻はマサチューセッツ州ボストン (チェルシー) に移る。妻エリザベスはボストンで奴隷制度廃止運動の集まりと会合にしばしば出かけては、知人との交流、政治的な関心や知的刺激を徹底的に楽しんだ。ここで文化人のサークルに出会いフレデリック・ダグラス、ウィリアム・ロイド・ギャリソン、あるいは文筆家のルイザ・メイ・オルコットやラルフ・ウォルド・エマーソンなどとのやりとりを楽しみ、影響を受けることになる。
結婚から夫との死別を経て生涯、旧姓にスタントン姓を添えて名乗り、署名はエリザベス・キャディ・スタントンあるいはE・キャディ・スタントンとしたが、ヘンリー・B・スタントン夫人と呼ばれることを断固、拒み続けた。女性は個人であると断言してこう述べている。「女性と見ればジョン・誰それ夫人、トム・なんとか夫人、黒人ならサンボだのジップ・クーンと呼びますが、白人がすべてを支配するという原則に基づいた蔑称です。」
スタントン夫妻の結婚に全く緊張と不一致がなかったわけではない。ヘンリー・スタントンは義父ダニエル・キャディ同様、女性参政権の概念に反対だった。あるいは仕事や出張、家計の都合から妻と夫は一緒にいるよりも離れて暮らすことが多かった。友人から見ると気質も野心もそっくりなふたりであったが、こと女性の権利を含む特定の問題に関しては見解が全く異なる点を心配し、奴隷制度廃止派の改革者サラ・グリムケなどは1842年にエリザベス宛ての手紙で助言している (1842年12月31日付、Sarah Grimke 発スタントン宛ての信書。
「ご主人のヘンリーには誠実でもっと献身的な妻が必要だし、貴女だって同じでしょう」。
それでもスタントン夫妻にとって自分たちの結婚は総体としてうまくいっていたようで、1887年に夫が先に死去するまで47年間、添いとげることとなる。
現にスタントンは1847年、ニューイングランドの冬が夫ヘンリーの体調にさわるだろうと懸念して、ボストンの家から父に買ってもらったニューヨーク州北部の家へ引っ越す。新居はフィンガーレイクスの1つ、ケイユーガ湖 Cayuga Lake 北端の町セネカフォールズの郊外にあり、夫婦の末の子ども4人（息子と娘2人ずつ）の生まれ故郷である。スタントンは子どもを「自発的母性」と呼ばれるプログラムで授かったと主張した。夫の性的要求に従うのは妻の務めと考えられた時代に、女性こそ性的関係と出産を指揮するべきと固く信じていた。スタントンは在来療法のホメオパシーを取り入れ、親と対等な発言を許し野外でせっせと遊ばせ、どの子にも堅実で高度な教育を施す母親を目指し、息子も娘も幅広い興味を伸ばし、活動や学習を支えた。娘のマーガレットは「陽気で温かく寛大な母」と記憶している。
母性を享受し、子供を育てる主な責任を引き受けたスタントンは、セネカフォールズには知的な交際も刺激もないと不満を抱き、落ち込んでいく。女性運動から身を引いていたこの期間にもスーザン・B・アンソニーと連絡を取り続け、遠隔地にいても講演原稿の執筆を中心として運動に関与し続ける。さらにアンソニー宛ての手紙にはしばしば、女性に偏見のある社会で家庭生活と公の生活のバランスを取ることの難しさをこぼしたりもした。退屈と孤独に染まらないため、ますます地元コミュニティに深く関与すると、1848年には地域で同様の考えを抱く女性とネットワークができあがる。腰を据え、やがて迎える女性の権利運動の黎明期に向けた組織的な活動の備えが整いつつあった。

## 女権運動から始まる
セネカフォールズに住む前から、スタントンはルクレティア・モットの称賛者であり友人であった。モットはクエーカーの牧師でフェミニスト、奴隷制度廃止論者であり、女性2人の出会いの場は1840年春、スタントンが新婚旅行先のロンドンで出席した「世界奴隷禁止条約」であった。会期中に男性代表から女性代表を議事に参加させるべきではないと提議され採決にかけるという出来事がある。モットなども奴隷制度廃止団体の正規の代表に指名されていたのに、議事から排除されるというのだ。いちおう反論の機会は設けられたもの、結局は男性出席者の視界に入らない一角にロープを張って席を区切り、女性代表が移された。開票後、会場に到着した著名な奴隷制度廃止論者ウィリアム・ロイド・ギャリソンは男性代表の席を拒み、女性の間に着席してことの経緯に異議を示した。

モットという手本を得たこと、条約会議で女性を議事から締め出す処遇に甘んじたことから、スタントンは女性の権利への取り組みを強めていく。自身の少女時代の経験、セネカフォールズの新生活当初の思うに任せない日常にロンドンでのできごとが重なり、スタントンは発奮する。後日、以下のように記している。 
 妻であり家政婦であって、医師の役も務め魂の支えとして求められるという女性の側面、あるいは、すべてめちゃくちゃに乱れてしまわないかと常に目配りを欠かせない立場には、ちっとも心が満たされなかった。さらに大多数の女性の顔に浮かぶ疲れて不安げな表情を見るにつけても、社会全般がどこか間違っているのだから、なんとかしてただしたい、行動するなら女性のために積極的に手を打つべきだと強く感じた。世界奴隷禁止条約会議で受けた冷遇、女性の法的地位について読んだことすべて、そしてどこに行っても目に入って来る抑圧が心を占め、個人的な経験も重なった。すべての要素が申し合わせたように前進しろと促すかのようだった。すべきことは何か、どこから手を付ければよいのかわからないまま、抗議の場として公開会議を開くことしか頭に浮かばなかった。 
1848年、これらの思いと認識を抱いたスタントンはモットとその妹マーサ・コフィン・ライト、ジェーン・ハントほかセネカフォールズの女性数名を加え「セネカフォールズ会議」を7月19日と20日に開催した。出席者は300人超を数え、スタントンは自らアメリカ独立宣言をモデルに起草した〈所感の宣言〉Declaration of Sentimentsを読み上げ男性と女性は平等に作られたと宣言する。さらに決議をいくつか提案、当時は議論の分かれていた女性の投票権の要求もそれに含まれる。大会に出席したフレデリック・ダグラスとも非公式に協議し、女性の参政権を織り込んだ最終決議は、大量の賛成票を得て可決する。

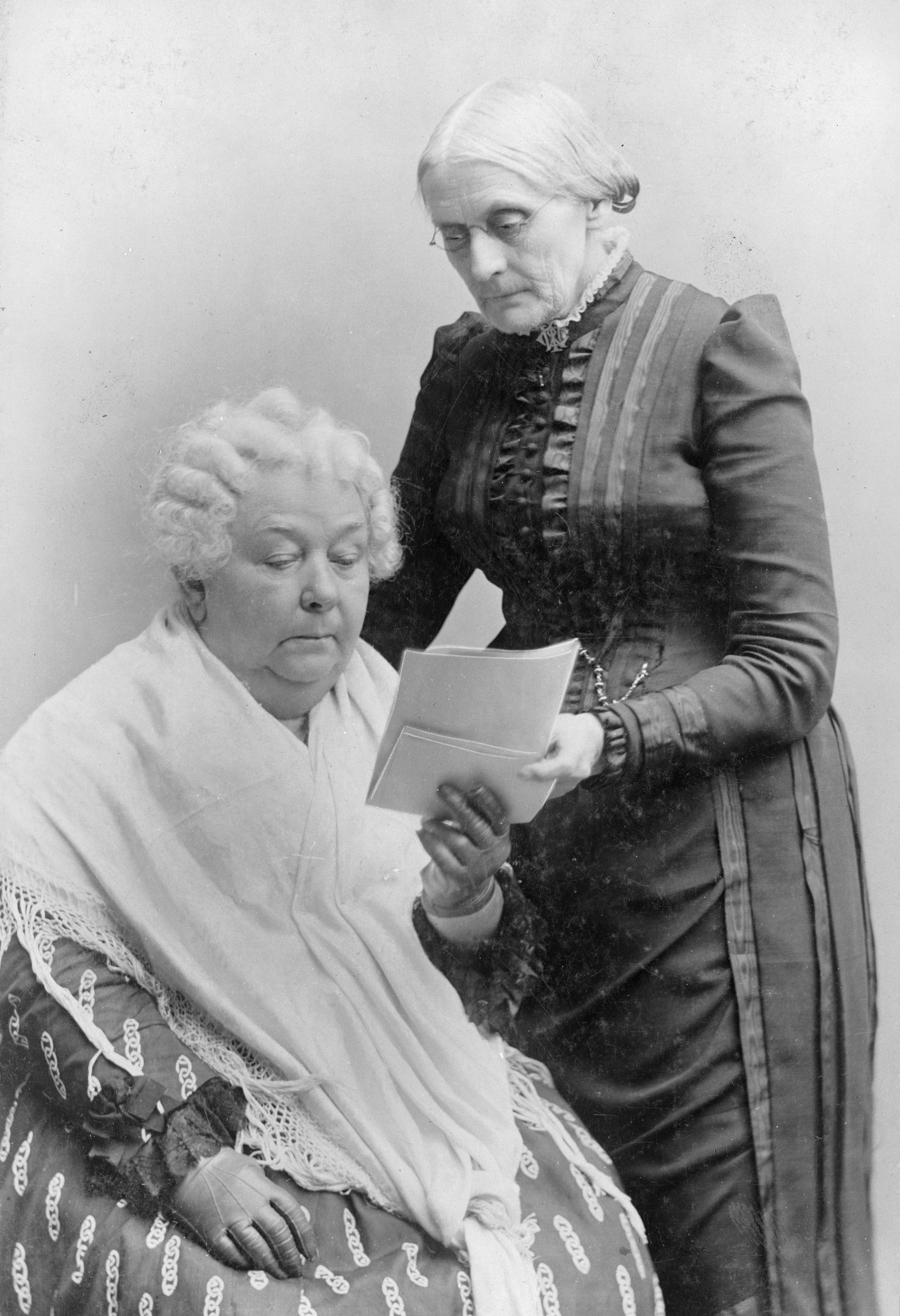
左：スタントン (着席) 右： スーザン・B・アンソニー

セネカフォールズ会議からまもなくスタントンは第2回女性の権利条約会議にあたる1848年ロチェスター条約会議 (英語) (ニューヨーク州ロチェスター) の招待講演を頼まれ、活動家および改革者として地保を固める。1850年にはポーリナ・ケロッグ・ライト・デイビス (英語) から最初の全米女性の権利条約会議 (英語) の招待講演を頼まれるが妊娠中のため断り、代わりに支援者として名前を貸し、講演原稿を送って代読を頼むことにする。翌1851年、セネカフォールズの町でアメリア・ブルマーからフェミニストのスーザン・B・アンソニーを紹介される。アンソニーはブルマーの知り合いで、セネカフォールズ会議に出席しながら〈感情宣言〉とその後の決議に署名しなかった人物である。
女性の選挙権をめぐり協力したことでよく知られるスタントンとアンソニーだが、そろって参加した社会運動は禁酒運動が先で、短命に終わった女性国家禁酒協会 (1852年-1853年) の設立に尽力した。スタントン会長は飲酒を離婚の十分な原因とすべきと示唆し、多くの支持者の不興を買ってしまう。ただし禁酒運動と女性の参政権運動の結びつきは偶発的ではなく共通の関心事であり、目標が女性の選挙権獲得なら飲酒を禁じることに言及すると効き目があった。その後、各州で投票権を得た女性は男性につきものとみなされた暴飲を減らすさまざまな政治的措置を求めることができた。したがって2つの運動は頻繁に同盟関係を築いていく。
スタントンとアンソニーの焦点はすぐに女性の参政権や女性の権利をめぐる活動に移り、必然的にアリス・キャリーとフィービー・キャリー姉妹との交流がもたらされる。短い間ではあったが、フィービー・キャリーはアンソニーが主筆を務める新聞「革命」の編集者になった。
独身で子供がいないアンソニーが時間と体力を発揮し、スタントンが行けない遠隔地の招待講演を引き受けたように、ふたりは互いに能力を補完し合った。演説家として優れたスタントンには文才がありアンソニーの演説の多くに原稿を提供し、アンソニーは運動のまとめ役と戦術を担当した。スタントンはアンソニーに宛て「天国も地獄も、地上のいかなる力も私たちを引き離すことはできません。だって私たちの心は永遠に結ばれているから」と書き送っている。同様にスタントンが亡くなったときに「ニューヨーク・タイムズ」紙に弔辞を寄せたアンソニーは、スタントンが雷を作り彼女 (アンソニー) が「放った」と説明している。選挙権について比較的狭く絞ってとらえたアンソニーとは異なり、スタントンは広く女性の権利全般の受け皿を求めようとした。対立する視点は議論と衝突をもたらしても、意見の相違で友情や仕事上の関係が脅かされることはなく、2人は最初の出会いからおよそ50年後にスタントンが亡くなるまで、親友であり仕事仲間の間柄を保った。運動指導者としてスタントンとアンソニーの力を借りることが常識視されてはいたものの、まもなくふたりの声に他の人々が加わり運動内で指導的地位に就き始める。とりわけマチルダ・ジョスリン・ゲージの存在が大きかった。

## 破壊的な男性性に関するスピーチ
1868年、ワシントンD.C.の女性参政権会議で、52歳のエリザベス・キャディ・スタントンは次のような力強いスピーチを行う。

「憲法第16条の修正を求めます。理由は「男性の選挙権」あるいは男性の政府は市民にとって宗教上もさらに社会的にも一致していないからです。男性の要素は破壊的な力であり厳しく利己的で増強を求め、戦争を愛し暴力と征服と獲得を求め、物質社会でも道徳社会でも不和と障害、病気や死をふやすものです。血と残酷さに満ちた歴史の記録を見てください！ 奴隷制度と虐殺と犠牲、追究と投獄、苦痛と迫害、黒い規約と暗い信条によって人類の魂は何百年にもわたって苦しみ、慈悲の女神は顔を覆い、すべての心は枯れて愛することも希望を託すこともできずに来たのです！」 

スピーチの締めくくりはこうなる。

「自然界であれば、暴力と混乱の均衡を維持しようと絶え間ない努力が見られます。自然は愛情深い母親のように陸と海、山と谷をそれぞれのあるべき場所に保とうとしますし、暴風と高波を静め、酷暑と極寒あるいは大雨と干ばつという両極端のバランスをとろうとし、平和と調和と美が極みまでいきわたるように計らいます。物質と精神の間には驚くべき類似性があり、現代社会の混乱が鳴らす警鐘とは、女性をその座から追い落としたせいで暴力の要素が解き放たれ、女性に備わった抑制する力を台無しにしました。現代の文明社会が参政権の拡大を求めるならば、片方の性のみではなく確かに教育を受けた最も高潔な男性と女性の政府が全体を代表するならば、あらゆる利益を保護するでありましょう。」

## 奴隷制度廃止運動と女権運動との思想の違い
南北戦争後、スタントンとアンソニーは奴隷制度廃止運動から離れ、アメリカ合衆国憲法の修正第14条と修正第15条によりアフリカ系アメリカ人男性に投票権を与えるという批准に強く反対した。アフリカ系アメリカ人男性はすでに修正第13条成立により、選挙権を除き白人男性市民が享受する法的保護を受けており、国内男性の権利擁護をこれ以上拡大すると、女性の選挙権を拒絶しようとする有権者数が増えるだけであると信じたスタントンとアンソニーはふたりとも、アフリカ系アメリカ人ならびに女性の両方の権利獲得に向けて活動してきたはずの奴隷制度廃止論者たちに怒りを募らせる。憲法改訂の文言を変更し、女性を含めるように求めることを拒否されたのだ。
スタントンの反論は結局、人種差別主義的な主張を帯びる。女性選挙権活動家を代表して述べるうえで「富と教育および洗練」に恵まれた女性有権者が求められると主張し、かつての解放奴隷および移民がアメリカの政治システムに及ぼす可能性すなわち「奴隷制度と無知および劣化」の悪影響を相殺するには必要であると主張していく
「私たちを差し置き〈サンボ〉が先に (公民権の)王国に足を踏み入れるのを傍観するか否かという深刻な問題」と言い放った。一部の研究者は所有財産と学歴に言及し黒人男性参政権と普通選挙反対を望み、女性がアフリカ系アメリカ人男性を打ち負かすというスタントンの主張は「学歴のある参政権」と相まって、公民権運動を断片化したと主張し、修正憲法第15条の通過をきっかけに識字能力要件 (英語) が成立する一端を担ったと論じている。
スタントンの立場は自身と多くの公民権指導者とのズレを引き起こし、特にフレデリック・ダグラスは白人女性のうち少なくとも父親や夫、兄弟とのつながりで力を得た人々はすでに投票権を得たのと同様だと信じており、大きな亀裂が走った。ダグラスによると奴隷として扱われ、ようやく解放されたアフリカ系アメリカ人男性に対して女性よりさきに投票権を与えたのは、彼らにはそのような女性が間接的に得るエンパワーメントを欠いていたからであり、アフリカ系アメリカ人の女性のエンパワーメントも白人女性の場合と同様に、アフリカ系アメリカ人男性の投票権獲得に付随すると考えた。したがってダグラスによると、女性一般の参政権は黒人男性参政権よりも後に考慮すべきとされた。
ダグラスに異議を唱えたスタントンはときに人種差別的な言葉を使いながらも、黒人と白人、男性と女性が力を得る投票権分配が実現できると固く信じた。黒人女性を代弁し、元奴隷だったアフリカ系アメリカ人の女性に投票を許さないと、奴隷、性別、人種の「男性には無縁の三重苦」に縛り付けることになると非難するアンソニー、オリンピア・ブラウンばかりか、フランシス・ゲージという、女性の参政権擁護者で初めて元奴隷の女性の投票権を擁護した人物もスタントンの信条を支持している。1860年の著書『The Slave's Appeal』でスタントンはフェミニズムに限定せず奴隷制度の問題と闘争も取り上げる。メッセージを最もうまく伝えるには自らは実際はアフリカ系アメリカ人でなくても主人公を黒人女性に設定し、その視点から参政権を白人女性に限定すべきではないという考えを述べた。

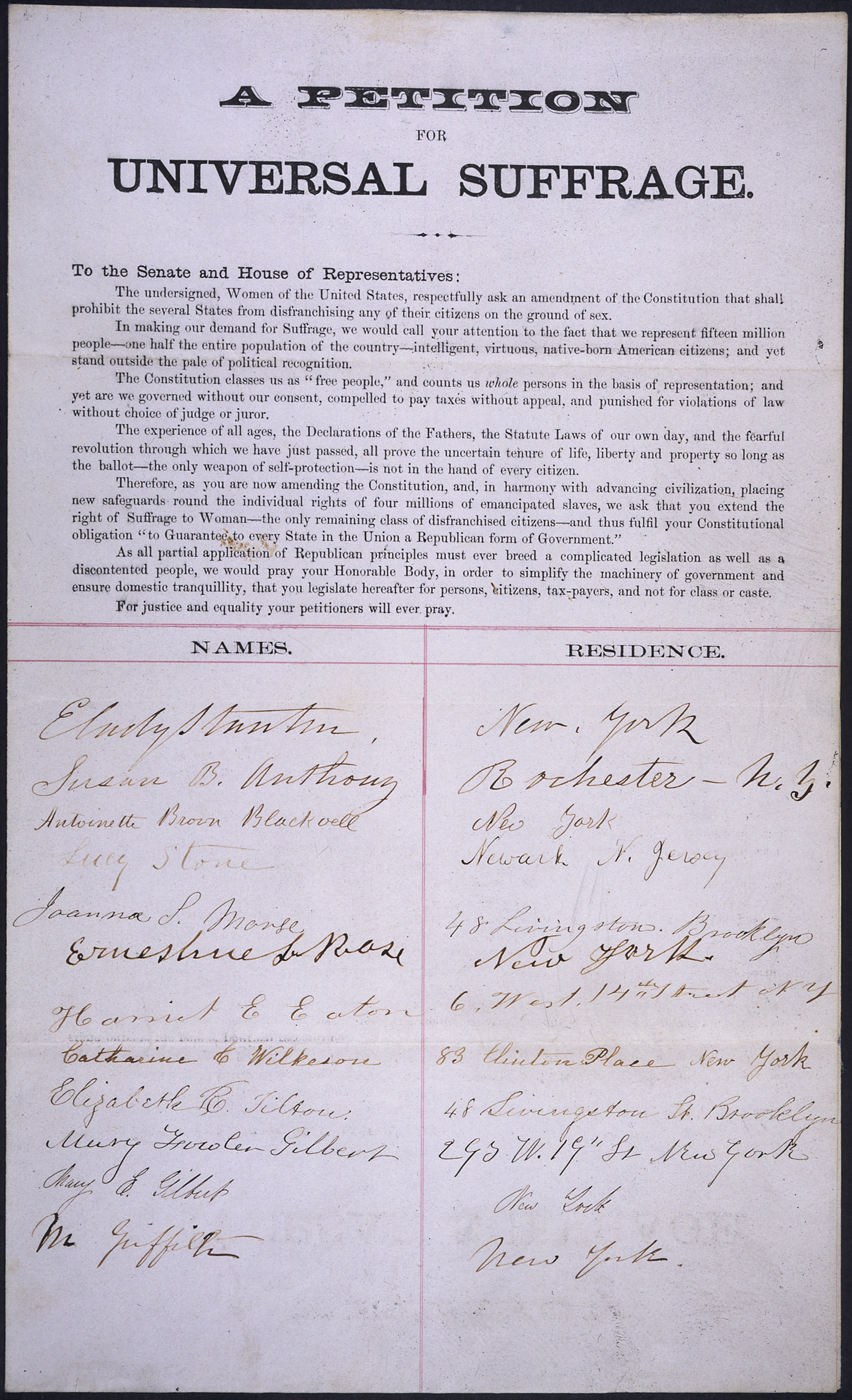
女性参政権の請願書。スタントン他、活動家の署名がある。

共和党議員で熱烈な奴隷制廃止論者のタデウス・スティーブンス (ペンシルベニア州選出)は、投票権は普遍的であるべきという主張に同意した。1866年、スタントン、アンソニーおよび数名の参政権論者は普通選挙権請願書を起草し、性別や人種と無関係に投票権を与えることを要求。スティーブンスは請願書を議会で紹介したのだが、こういう努力にもかかわらず、第14修正条項は1868年に原案どおりで可決される。

## 後半生

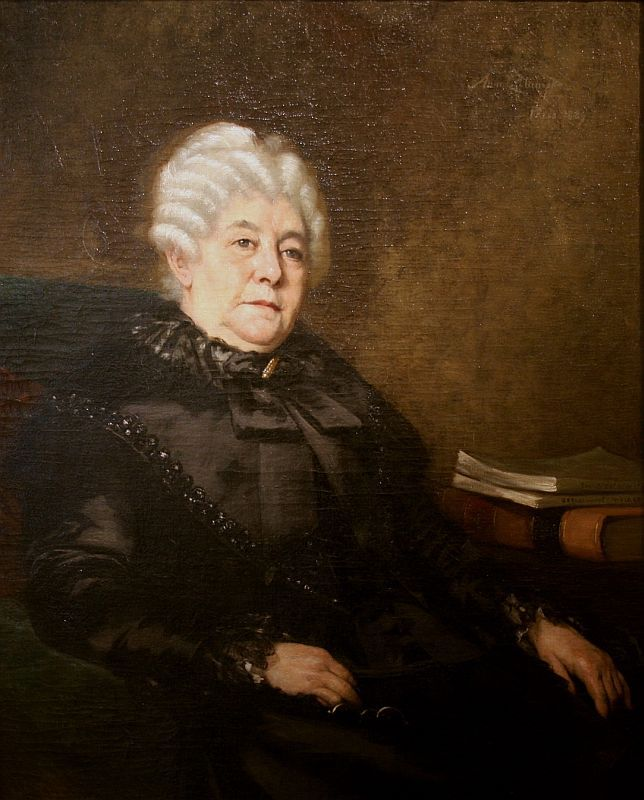
エリザベス・キャディ・スタントン肖像 (アンナ・エリザベス・クランプケ作、1889年)

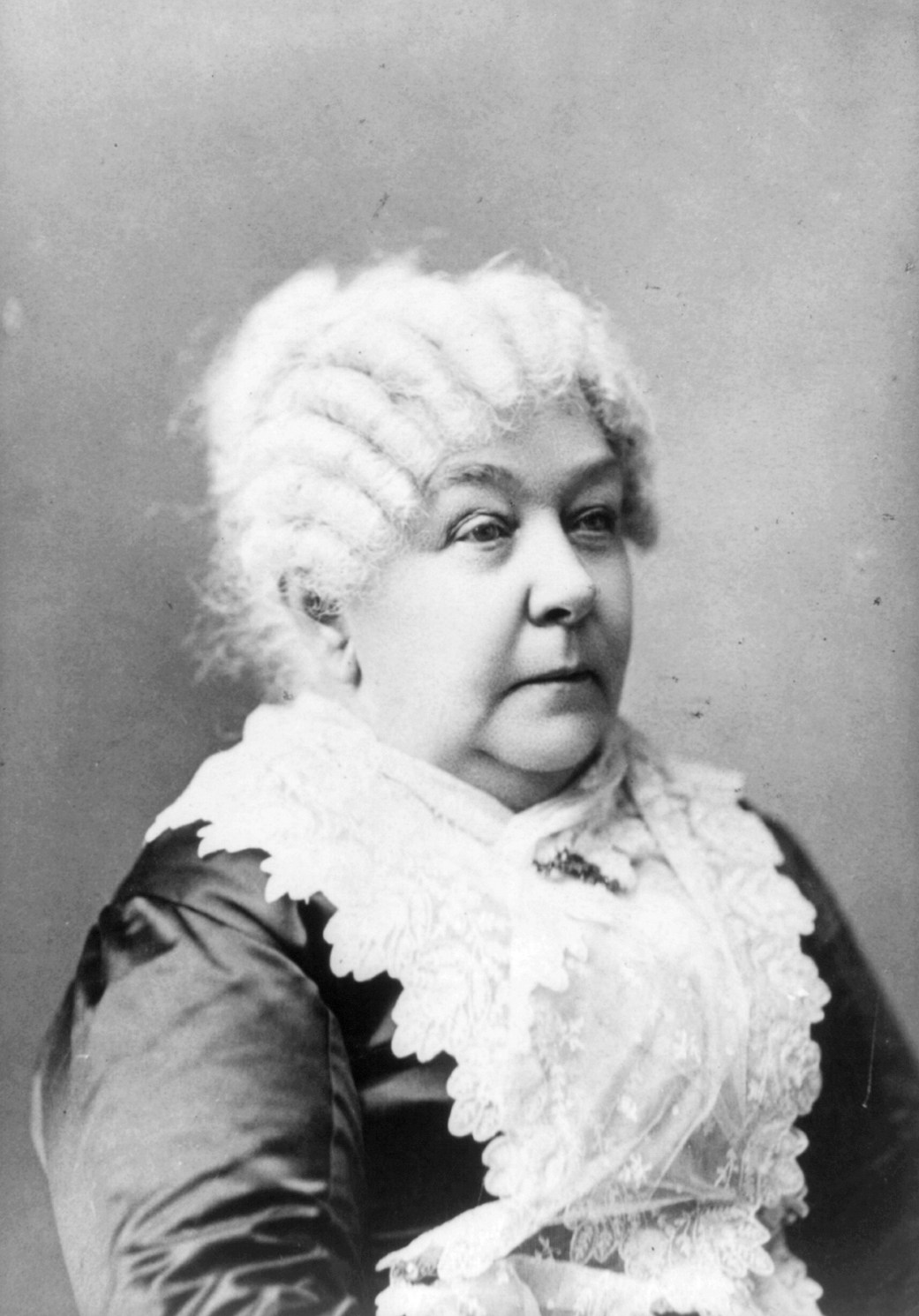
晩年のエリザベス・キャディ・スタントン

## 最晩年
スタントンはヨーロッパ講演から1891年に帰国すると、ニューヨークに転居し未婚の子女二人と暮らし始める。長年温めてきた「学歴のある参政権活動家」の支持に熱意を注ぎ、1894年には雑誌『ウーマンズ・ジャーナル』誌上でウィリアム・ロイド・ギャリソン2世 William Lloyd Garrison, Jr. とこの件について討議した。スタントンの娘でイギリスで参政権運動に参加していたハリエット・スタントン・ブラッチ Harriot Stanton Blatch はスタントンの説を批判する文章を発表、たとえ学歴を求める機会がなかった人であっても、教養深く市民として立派に身を立てた人は投票権を認めるべきではないかと反論した。スタントンは引き続き NAWSA 1902年全国会議に当てた書簡で自説を強調し、参政権の条件として「憲法改訂により学歴規定を設けるべき」であり、「投票者はすべて英語という言語の読み書きができ、知的に使いこなして当然」と記した。
やがてスタントンは特定の目的を共有する生活共同体ならびに職場の創設に尽力しようとする。また先鋭的な政治活動にも目を配り、人民党を応援し、自分は社会主義、わけても民主的社会主義による穏健な改革を唱えるフェビアン主義に強く賛同すると公言した。
回想録 Eighty Years and More （仮題『来し方80年』）を1898年に上梓すると、後世に自分をこう伝えてほしいという理想の自画像を記した。社会活動と私生活で経験した衝突の記述は最小限にとどめ、女性運動が経た分裂には全く触れていない。主に政治活動を取り上げ、生母を始め夫や家族にはほぼ言及しなかった。後年、アンソニーとは多少の摩擦があったものの、序文で「本書を半世紀にわたり信頼を寄せた友スーザン・B・アンソニーに」献呈した。
著作のほか、さまざまな出版物への寄稿を没するまで重ねた。

## 死去と墓所および記憶

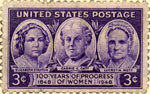
アメリカの記念切手「女性の進歩100年：1848〜1948年」と銘打たれ、セネカフォールズ会議 (英語版) を記念する。(向かって左からエリザベス・キャディ・スタントン、キャリー・チャプマン・キャット、ルクレティア・モット)

スタントンは心不全のため1902年10月26日、ニューヨーク市の自宅で死去する。アメリカで女性が投票権を得るのはその18年後である。墓所はニューヨーク市ブロンクスのウッドローン墓地にあり、同墓地にはスタントン夫妻の記念碑がある。エリザベス・キャディ・スタントンは正式な大学教育を受けなかったものの、娘2人はマーガレット・リビングストン・スタントン・ローレンスがヴァッサー・カレッジ（1876年）とコロンビア大学（1891年）に入学、ハリオット・スタントン・ブラッチはヴァッサーで学士号（1878年）と修士号（1891年）を取得する。
その死後、女性の抱える問題に宗教と雇用優先その他を主張した思考が独り歩きし、スタントンは正統ではないと見なされたため、多くの参政権活動家は女性参政権運動の創設者としてスタントンではなく、アンソニーに注目してきた。スタントン著『女性の聖書』は生前の1895年に論争の的となり、より伝統的な宗教観を抱く参政権運動家を著者から遠ざけてしまい、女性参政権運動の指導者として認めやすいアンソニーの地位を固めた。NAWSA（英語）と協力を続けたアンソニーの名前は、運動に参加して年数の浅い若手メンバーに浸透していく。セネカフォールズ会議75周年を祝う1923年には娘のハリオット・スタントン・ブラッチをのぞくと、女権運動を推し進める上で果たした役割に敬意を表した者はいない。1977年時点でもアンソニーは運動創設者として最も注目され、スタントンには言及されていない。しかしながら時間の経過とともにスタントンは多くの注目を集めるようになる。

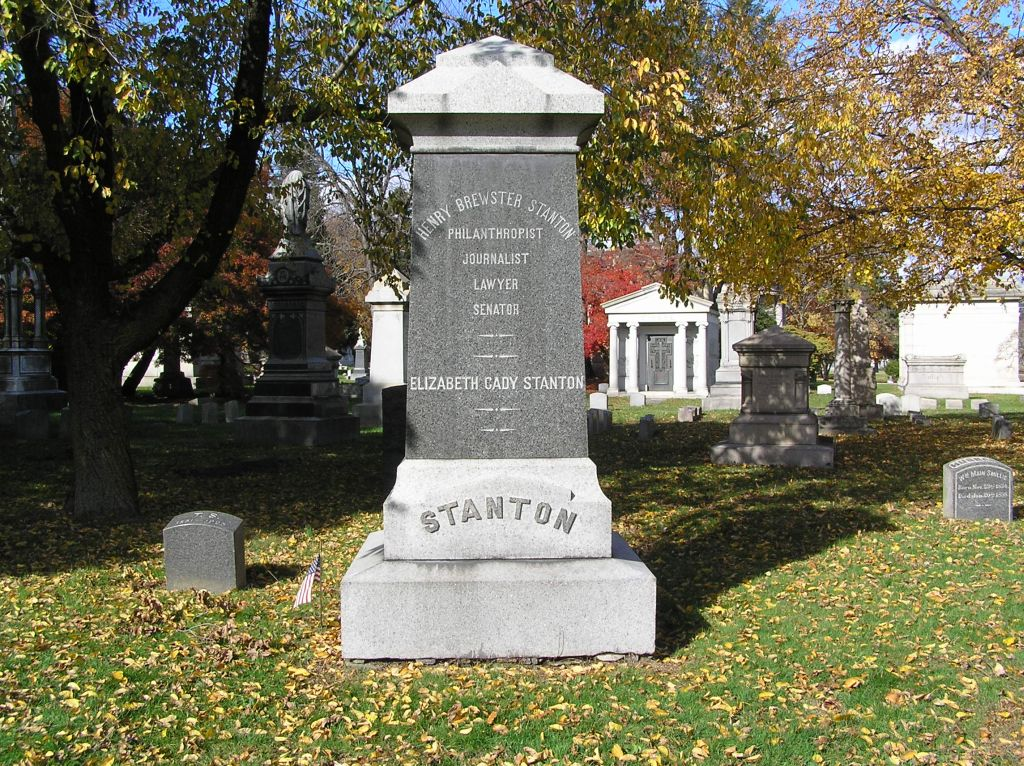
ヘンリー・ブリュースターとエリザベス・キャディのスタントン夫妻記念碑 (ウッドローン墓地)

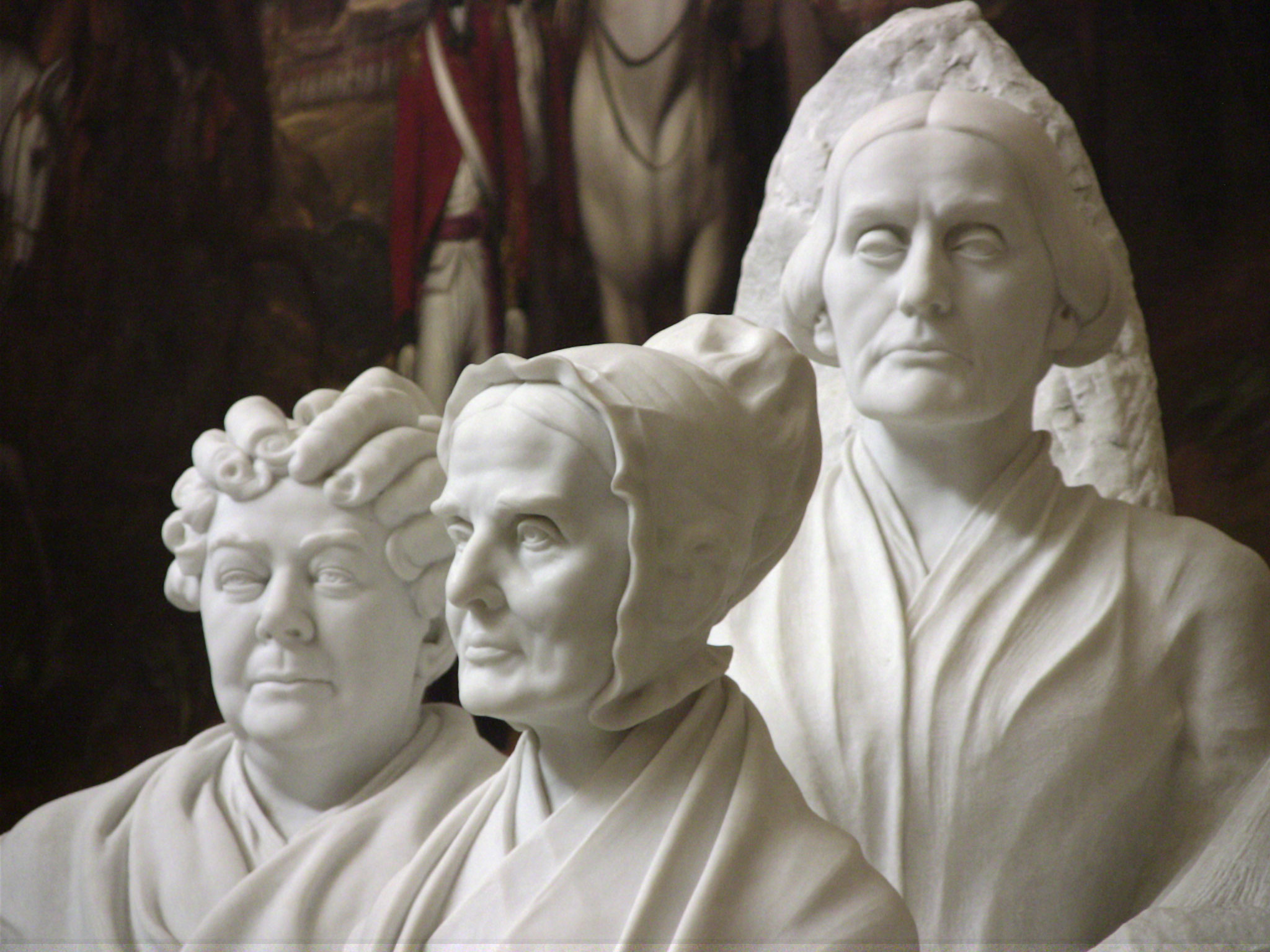
女性参政権運動の先駆者の胸像群。記念碑のモデルは向かって左からエリザベス・キャディ・スタントン、スーザン・B・アンソニー、ルクレティア・モット (アデレード・ジョンソン（1859–1955）作)

アメリカ合衆国議会議事堂に1921年に奉献されたスタントン胸像は彫刻家アデレード・ジョンソン Adelaide Johnson の作品で、ルクレティア・モットならびにスーザン・B・アンソニーの肖像をそれぞれ1体ずつ制作した。その後、ながく議事堂の地下倉庫で保管されたままだったものを1997年に現在の目立つ大広間に移し公開された。
セネカフォールズにあるエリザベス・キャディ・スタントン邸は1965年に国家史跡の指定を受ける。
1969年、ニューヨーク急進派フェミニスト (英語) が設立され、過去の著名なフェミニストに由来して命名された小さなセルまたは「旅団」を編成する。スタントン・アンソニー旅団を率いたのは、アン・コートとシュラミス・ファイアストーンである。
1973年には全米女性の殿堂入りする。
1975年、ニュージャージー州テナフライにあるスタントン邸  (英語) は、国立歴史的建造物に指定される。
エリザベス・キャディ・スタントンとスーザン・B・アンソニー論文事業が1982年に始まり、両者が執筆し利用可能な資料をすべて収集し文書化する学術的取り組みとして完了している。
2008年3月、発行主スタントンとアンソニーが機関紙「The Revolution」(革命) の事務所を置いたニューヨーク市マンハッタンのパークロウ街37番地は、重要な女性に関連するまたは捧げられた場所としてマンハッタンの史跡地図 (マンハッタン自治区区長事務所作成) に掲載された。

### 関心の再燃
スタントンへの関心が再燃するきっかけは、1999年にケン・バーンズほかが制作したドキュメンタリー番組 Not for Ourselves Alone: The Story of Elizabeth Cady Stanton & Susan B. Anthony（仮題「私たちだけのためではない：エリザベス・キャディ・スタントンとスーザン・B・アンソニーの物語」）のテレビ放映である。女性参政権運動に熱心な一個の活動家としてではなく、スタントンがその中心として務めたアメリカの女性参政権、女性にかかわる法律改訂および女性の社会的役割そのものにいたるさまざまな方面における立場に注目が集まったのである。
同じ1999年にはテッド・オーブの「When Anthony Met Stanton」という題名の彫刻が公開される。1851年5月12日にアメリア・ブルマーがスタントンにスーザン・B・アンソニーを紹介したことを記念した作品で、女性3人を実物大のブロンズ像にかたどり、3人が初めて顔を合わせたニューヨーク州セネカフォールズのヴァンクリーフ湖を見下ろす場所に設置された。
エリザベス・ドール上院議員（共和党-ノースカロライナ州）は2005年11月8日に第109回議会 (2005-2006) に「エリザベス・キャディ・スタントン妊娠・育児学生サービス法」を提議し初導入する。この法により教育長官名で高等教育機関を対象に各年200件、年度予算1千万アメリカドルを助成するパイロット事業 (2006年–2010年) を発令、それぞれの大学に専門の部署を設けて妊娠・子育て期間の学生へのサービス提供を実施し、モデル事例を集積する大学構内の事務局では母親や父親として子育て中や妊娠中、または養子縁組を間近に控えたり、子どもを養子に出す予定もしくは出した直後の学生を対象に、サービスを提供する。
アメリア・ブルマー、ソジャーナ・トゥルースおよびハリエット・R・タブマンとならび、スタントンはアメリカ聖公会の月別の聖人（英語）として7月20日に記念される。
アメリカ財務省長官リューは新規発行予定の10ドル札の絵柄を2016年4月20日に発表、20ドル札表紙のハリエット・タブマンほか、キャディ・スタントンとルクレティア・モット、ソジャーナ・トゥルース、スーザン・B・アンソニーならびにアリス・ポールの肖像を記すと発表する。2020年は修正憲法第19条の成立記念の年であり、すなわちアメリカ人女性が投票権を獲得して100周年を迎えることから、新デザインの5ドル札、10ドル札、20ドル札が発行される予定。

## 著作
著者または共著者として執筆した主な著作をまとめる。

### 書籍
- History of Woman Suffrage（英語）　第1巻から第3巻 (1881年–1922年)　女性参政権の歴史[注釈 13]
- Solitude of Self（1892年の講演原稿にもとづき Paris Press より単行本として刊行）
- The Woman's Bible（1895年、1898年） 女性の聖書
- Eighty Years & More: Reminiscences 1815–1897（1898年） 傘寿とそれ以降の自伝

### 主な定期刊行物と雑誌
- 共同編集
  - Revolution (Stanton, co-editor) (1868–1870)　仮題『革命』
- 寄稿
  - The Lily[注釈 14]　仮題『リリー』、アメリア・ブルーマー発行。のちM・B・バードゾール Mary B. Birdsall 編集発行（1855年）。
    - 副題1：a ladies' journal devoted to temperance and literature.[51]
    - 副題2：Devoted to the interest of women.[105]

- - The Una: a paper devoted to the elevation of woman. (1853年2月1日–1855年10月15日)[106]　仮題『ユーナ』、ポーリナ・W・デイビス発行。
  - ニューヨーク・トリビューン、ホレス・グリーリー発行。

### 主な論文や随筆、スピーチ原稿
スタントン論文アーカイブはラトガース大学所蔵。